# Aphis clerodendri
Aphis clerodendri är en insektsart som beskrevs av Matsumura 1917. Aphis clerodendri ingår i släktet Aphis och familjen långrörsbladlöss.

## Underarter
Arten delas in i följande underarter:
- A. c. clerodendri
- A. c. amamiana